# Monanthotaxis elegans
Monanthotaxis elegans är en kirimojaväxtart som först beskrevs av Adolf Engler och Friedrich Ludwig Diels, och fick sitt nu gällande namn av Bernard Verdcourt. Monanthotaxis elegans ingår i släktet Monanthotaxis och familjen kirimojaväxter. Inga underarter finns listade i Catalogue of Life.